# A Dél-afrikai Köztársaság hívójelkörzetei
A Dél-afrikai Köztársaság hívójelkörzetei követik az állam tartományi határait, egy hívójelkörzetbe egy vagy több tartomány van besorolva.
A Dél-afrikai Köztársaság számára az ITU a Z[R..U] hívójelprefixeket osztotta ki.
Nem hivatalosan használták az S4 (Ciskei), S8 (Transkei) hívójelprefixeket.

## A Dél-afrikai Köztársaság hívójelkörzetei[1][2][3]
| Prefix  | Körzet | Suffix[1] | Hely/jelleg                                 | ITU zóna | CQ zóna |
| ------- | ------ | --------- | ------------------------------------------- | -------- | ------- |
| Z[R..U] | 1      | *         | Nyugat-Fokföld                              | 57       | 38      |
| Z[R..U] | 2      | *         | Kelet-Fokföld                               | 57       | 38      |
| Z[R..U] | 3      | *         | Észak-Fokföld                               | 57       | 38      |
| Z[R..U] | 4      | *         | Szabadállam                                 | 57       | 38      |
| Z[R..U] | 5      | *         | KwaZulu-Natal                               | 57       | 38      |
| Z[R..U] | 6      | *         | Északnyugat                                 | 57       | 38      |
| Z[R..U] | 6      | *         | Gauteng                                     | 57       | 38      |
| Z[R..U] | 6      | *         | Mpumalanga                                  | 57       | 38      |
| Z[R..U] | 6      | *         | Limpopo                                     | 57       | 38      |
| Z[R..S] | 0      | *         | Gough-sziget, meteorológiai kutatóállomások | 57       | 38      |
| Z[R..S] | 7      | *         | Speciális állomások                         | 57       | 38      |
| Z[R..S] | 7      | A         | Antarktiszi állomások (csak ZS7 prefixszel) | 57       | 38      |
| Z[R..S] | 8      | *         | Prince Edward-szigetek                      | 57       | 38      |
| ZR      | *      | *         | Restricted licence - csak 50 MHz felett     | 57       | 38      |
| ZS      | *      | *         | Full license - teljeskörű engedély          | 57       | 38      |
| ZU      | *      | *         | Korlátozott, csak kis teljesítmény és CW    | 57       | 38      |

## Lajstromjel
Vízi és légi járművek lajstromjelezéséhez a ZS prefixet használják.